# 경계류
경계류(Boundary current)는 해안선의 존재에 따라 역학이 결정되는 해류이며 서쪽 경계류와 동쪽 경계류라는 두 가지 범주로 나뉜다.

## 동쪽 경계류
동쪽 경계류는 상대적으로 얕고 넓으며 유속이 느리다. 해양 분지의 동쪽(대륙의 서쪽 해안에 인접)에서 발견된다. 아열대 동부 경계류는 적도 방향으로 흐르며 고위도에서 저위도로 찬 물을 운반한다. 예로는 벵겔라 해류, 카나리아 해류, 훔볼트 해류(페루 해류), 캘리포니아 해류 등이 있다. 해안 용승은 종종 영양이 풍부한 물을 해류 동쪽 경계 지역으로 가져와서 바다의 생산적인 지역으로 만든다.

## 서쪽 경계류
서쪽 경계류는 아열대 또는 저위도 서쪽 경계류로 구분될 수 있다. 아열대 서쪽 경계류는 서쪽 강화로 인해 해양 분지의 서쪽에 형성되는 따뜻하고 깊으며 좁고 빠르게 흐르는 해류이다. 열대 지방에서 극지방으로 따뜻한 물을 운반한다. 예로는 멕시코 만류, 아굴라스 해류, 쿠로시오 해류 등이 있다. 저위도 서쪽 경계류는 아열대 서쪽 경계류와 유사하지만 아열대 적도 방향으로 차가운 물을 운반한다. 예로는 민다나오 해류와 북브라질 해류가 있다.

## 같이 보기
- 환류 (해양학)